# カルタゴの和平
カルタゴの和平（かるたごのわへい、Carthaginian peace）とは、負けた側を永久に不自由にすることを目的とした、非常に残忍な「和平」の押しつけである。
この言葉は、ポエニ戦争後に共和政ローマがカルタゴに課した和平条件に由来する。第二次ポエニ戦争後、カルタゴはすべての植民地を失い、非武装を余儀なくされ、ローマに常に貢ぎ物を納め、ローマの許可なく戦争をすることを禁じられた。第三次ポエニ戦争終結後、ローマはカルタゴを組織的に焼き払い、住民を奴隷にした。

## 起源
この言葉は、20世紀の経済学者ジョン・メイナード・ケインズによって広められた。
この言葉は、ローマとフェニキアの都市カルタゴとの間で起こった一連のポエニ戦争の結果を指す。紀元前264年に始まり、紀元前146年に終わる。
第三次ポエニ戦争末期、ローマ軍はカルタゴを包囲した。カルタゴを占領したローマ軍は、住民のほとんどを殺し、残りを奴隷として売り払い、都市全体を破壊した。ローマ人がこの地に塩をまいたという現代の証言には、古代の証拠はない。
ひいては、カルタゴの和平とは、敗者側の完全な服従を要求する残忍な和平条約を指すこともある。

## 現代における用法
この用語の現代的な用法は、和平条件が過度に苛酷で、敗者の劣等感を際立たせ、永続させるように設計されたあらゆる和平解決に拡張されることが多い。したがって、第一次世界大戦後、多くの人々（経済学者のジョン・メイナード・ケインズもその一人である）は、ヴェルサイユ条約によってもたらされたいわゆる和平を 「カルタゴの和平」と表現した。
第二次世界大戦後に打ち出されたモーゲンソー・プランは、ドイツの脱工業化を提唱したことから、カルタゴの和平とも形容されている。それは、この地域におけるドイツの影響力を厳しく抑制し、第一次世界大戦後に起こったような再軍備化を防ぐことを意図していた（ドイツの再軍備とラインラントの再軍備化）。 モーゲンソー・プランはマーシャル・プラン（1948～1952年）に取って代わられ、西ヨーロッパ、特に西ドイツのインフラ再建が行われた。
ドワイト・D・アイゼンハワー将軍の副官で、1945年には在ドイツ米占領軍総督を務めたルシウス・D・クレイ大将は、後に「JCS1067が、占領初期の数カ月間、ドイツにおけるわれわれの作戦を支配していたカルタゴの和平を想定していたことは疑いない」と述べている。これは、アメリカがモーゲンソー・プランに従っていたときのことである」。クレイは後に、アイゼンハワーに代わって総督となり、ヨーロッパにおける最高司令官となる。マーシャル・プランが支持されたのは、西ドイツ経済の復興がヨーロッパ経済の回復に必要だと考えられたからである。西ドイツは東側諸国に対する重要な防波堤とみなされていた。